# Александровский, Василий Степанович
Васи́лий Степа́нович Александро́вский (13 [25] декабря 1898 — 16 ноября 1972) — участник Первой мировой, Гражданской и Великой Отечественной войн, участник боёв Дальневосточного конфликта в 1929 году, в годы Великой Отечественной войны — командир 6-го гвардейского стрелкового полка 2-й гвардейской стрелковой дивизии 56-й армии Северо-Кавказского фронта, Герой Советского Союза (1943), гвардии полковник.

## Биография
Родился 13 (25) декабря 1898 года в деревне Жуково ныне Ржевского района Тверской области в семье крестьянина. Русский. Член ВКП(б)/КПСС с 1943 года. Был подпаском, работал на кожевенном заводе в Ржеве. Служил в Русской императорской армии. Принимал участие в боях Первой мировой войны. В декабре 1918 года поступил на Московские пехотные курсы, откуда был переведён на пулемётные курсы среднего комсостава в Кремль. В октябре 1919 года после окончания курсов отбыл на фронт. Участвовал в Гражданской войне. В бою был тяжело контужен. В 1921 году окончил Высшую стрелковую школу в Москве. Участник боёв на КВЖД в 1929 году.

### Великая Отечественная война
С 1941 года в боях Великой Отечественной войны на Южном фронте.
В 1942 году на Северо-Кавказском фронте в 702 бад Северо-Кавказского военного округа.
14 июля 1942 года был лишен звания и всех наград, после чего направлен во вновь созданный 6 сентября 1942 года и приданный 3-му стрелковому корпусу 9-й армии Отдельный штрафной батальон Северной группы войск Закавказского фронта (29 ноября 1942 года переименован в 7-й отдельный штрафной батальон Северной группы войск Закавказского фронта (далее — 37-й, 56-й, 18-й армий)). Воевал в звании гвардии красноармейца в должности заместителя командира батальона по строевой части. За отличие в боях с 26 ноября 1942 по 6 декабря 1942 года был представлен к награждению орденом Красного Знамени и восстановлен в воинском звании полковника. 3 февраля 1943 года приказом Военного совета Закавказского фронта Александровский был награждён орденами Красного Знамени.
Весной 1943 года назначен командиром 6-го гвардейского стрелкового полка 2-й гвардейской стрелковой дивизии. Во 2-й гвардейской стрелковой дивизии, награждённой орденом Красного Знамени и получившей наименование Таманской, 6-й полк в наступательных боях 1943 года неизменно шёл впереди. Командование ставило ему самые ответственные боевые задачи.
С 28 апреля по 3 мая 1943 года полк вёл бои за станцию Крымскую. Гвардейцы, умело маскируясь, взаимодействуя с артиллеристами, преодолели и минные поля, и проволочные заграждения, уничтожили одиннадцать пулемётных и пять миномётных точек и ворвались на насыпь. Гитлеровцы поспешно покинули Крымскую, оставив убитыми свыше 500 солдат и офицеров.
25 мая 1943 года полк внезапным штурмом овладел командными высотами «71,0», «95,0» и хутором Горишным Крымского района, захватив пленных и трофеи. Противник, придавая важное значение высотам, подтянул свежие силы и контратаковал полк при поддержке танков и множества самолётов. Три дня кипел ожесточённый бой. Шестнадцать раз фашистские цепи с танками и бронетранспортёрами устремлялись к высотам. В воздухе все время висели немецкие пикировщики. По ним вели заградительный огонь из пехотного оружия. Пример храбрости и находчивости показывал всем командир полка. Он сам сбил из ручного пулемёта «Юнкерс-88» на бреющем полете. Самолёт рухнул в боевых порядках контратакующих и сгорел вместе с экипажем. Несмотря на превосходство сил и сильный натиск врага, воины полка не отдали занятых позиций.
6-й гвардейский отличился также при прорыве сильно укреплённой «Голубой линии» противника и затем при освобождении Кубани.
3 ноября 1943 года, в сильный шторм В. С. Александровский вместе со штурмовыми группами в ходе Керченско-Эльтигенской десантной операции высадился на берег Керченского полуострова. В ходе боёв немецкие войска были выбиты из селения Маяк, ныне посёлок Подмаячный в черте города Керчь. Затем, отразив шесть контратак противника, перешли в наступление, захватив важную высоту «175,0» и крупный населённый пункт Баксы, после чего вновь выдержали несколько массированных контратак немецких войск, удержав плацдарм севернее Керчи.
Указом Президиума Верховного Совета СССР от 17 ноября 1943 года за образцовое командование полком при форсировании Керченского пролива и проявленные при этом личное мужество и героизм гвардии полковнику Василию Степановичу Александровскому присвоено звание Героя Советского Союза с вручением ордена Ленина и медали «Золотая Звезда» (№ 2181).
В дальнейшем командовал 696-м стрелковым полком 383-й стрелковой дивизии Приморской армии. Участвовал в освобождении Крыма. После завершения Крымской операции 29 мая 1944 года назначен командиром 28-го запасного стрелкового полка 12-й запасной стрелковой дивизии, которым командовал до конца войны.

### Послевоенные годы
С 1946 года В. С. Александровский — в запасе. Жил в городе Ржев Тверской области.
Скончался 16 ноября 1972 года.

## Награды
- Медаль «Золотая Звезда» Героя Советского Союза от 17 ноября 1943 года (№ 2181).
- Два ордена Ленина (17 ноября 1943 г. и 21 февраля 1945 г.)
- Три ордена Красного Знамени (3 февраля 1943 г., 11 октября 1943 г., 3 ноября 1944 г.)
- Орден Отечественной войны II степени (5 июля 1943 г.)
- Медаль «За оборону Кавказа» (?)[6]